# Circonscription de Degahabur
La circonscription de Degahabur est une des 23 circonscriptions législatives de l'État fédéré Somali, elle se situe dans la Zone Degehabur. Son représentant actuel est Abd Mehamed Gemeded.